# Annia Galeria Aurelia Faustina
Annia Galeria Aurelia Faustina (geboren 150 oder 151; gestorben vor 192) war eine Tochter des römischen Kaisers Mark Aurel und der jüngeren Faustina und ältere Schwester des Kaisers Commodus.
Ihr vollständiger Name ist auf einer Statuenbasis aus Olympia, die zu dem von Herodes Atticus gestifteten und im Jahr 153 fertiggestellten Nymphäum gehört, erhalten. Annia Galeria Faustina war nach Domitia Faustina und Lucilla die dritte Tochter des Paares. Verheiratet wurde sie mit dem aus dem paphlagonischen Pompeiopolis stammenden Gnaeus Claudius Severus, der bereits zuvor einmal verheiratet war. Aus erster Ehe hatte er Claudius Ummidius Quadratus als Sohn, der 182 im Rahmen der mit ihrer Schwester Lucilla verbundenen Verschwörung gegen Commodus auf dessen Befehl hingerichtet wurde.
Gnaeus Claudius Severus war der Sohn des Gnaeus Claudius Severus Arabianus, seinerseits einer der Lehrer Mark Aurels und von diesem in seinen Selbstbetrachtungen gewürdigt. Claudius Severus, der selbst einen engen Kontakt zu Mark Aurel pflegte, war Patron seiner Heimatstadt. In mehreren Inschriften seiner Heimatstadt wird er „Schwiegersohn Mark Aurels“ genannt. Wann die Hochzeit stattfand, ist unsicher und wird abhängig gemacht von dem ebenfalls nicht sicher zu datierenden Suffektkonsulat des Claudius Severus. Galenos nennt ihn Konsul, was sein Suffektkonsulat auf das Jahr 163 festlegen würde. Da im Jahr 163 Lucius Verus Lucilla heiratete, wird dieses Jahr für eine Hochzeit der Annia Galeria Faustina ausgeschlossen. Da der Sohn dieser Verbindung, Tiberius Claudius Severus Proculus, im Jahr 200 Konsul war, muss dieser spätestens 167 geboren worden sein. Dies schränkt die Datierung der Hochzeit auf die Jahre 164–166 ein.
Ihr Sohn war wahrscheinlich der Vater von Annia Faustina, der dritten Ehefrau des Kaisers Elagabal, der von 218 bis 222 regierte. Über ihr Leben selbst ist keine weitere Nachricht erhalten, allerdings wird sie wohl ihren Vater überlebt haben, da die inschriftlich genannte „Faustina des vergöttlichten (Marcus Aurelius) Antoninus“ von einer 181 aufgestellten Statuengruppe nur sie meinen kann. Doch zählt sie nicht zu den Schwestern des Commodus, die dessen 192 beendete Regierungszeit überlebt haben. Außer der nicht erhaltenen Statue aus Olympia ist für sie eine weitere Statue als Teil einer Statuengruppe Mark Aurels und seiner Familie in Ephesos zu rekonstruieren, von der lediglich die fragmentierte Basis erhalten war.